# Paralaodamia ajbanica
Paralaodamia ajbanica is een vlinder uit de familie snuitmotten (Pyralidae). De wetenschappelijke naam van deze soort is voor het eerst geldig gepubliceerd in 2008 door Asselbergs.
De soort komt voor in tropisch Afrika.